# Статуя Гайка в Єревані
Статуя Гайка Наапета встановлена в Єревані, у другому мікрорайоні адміністративного району Нор-Норк, по сусідству з проспектом Гая.
Статуя виконана із загартованої міді, висота — 3,5 метра.

## Автори проекту
- Скульптор — Карлен Нуриджанян
- Гравер — Гаспар Гаспарян

## Історія
Статуя прабатька вірменського народу Гайка Наапета спочатку була встановлена поруч з кінотеатром «Москва» (1970), потім у 1975 році переміщена в теперішнє місце — у другий масив Нор-Норка, по сусідству з проспектом Гая.

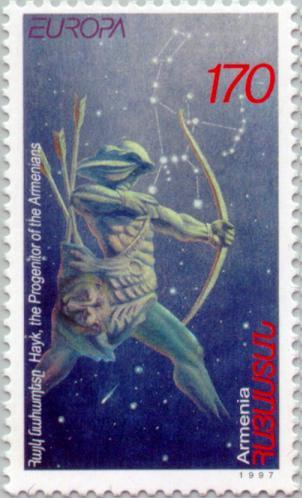
Поштова марка з зображенням статуї Айка. 1997 р.

Зображення статуї використовувалося як зображення поштової марки номінальною вартістю 170 драм (1997 рік).

## Фотогалерея

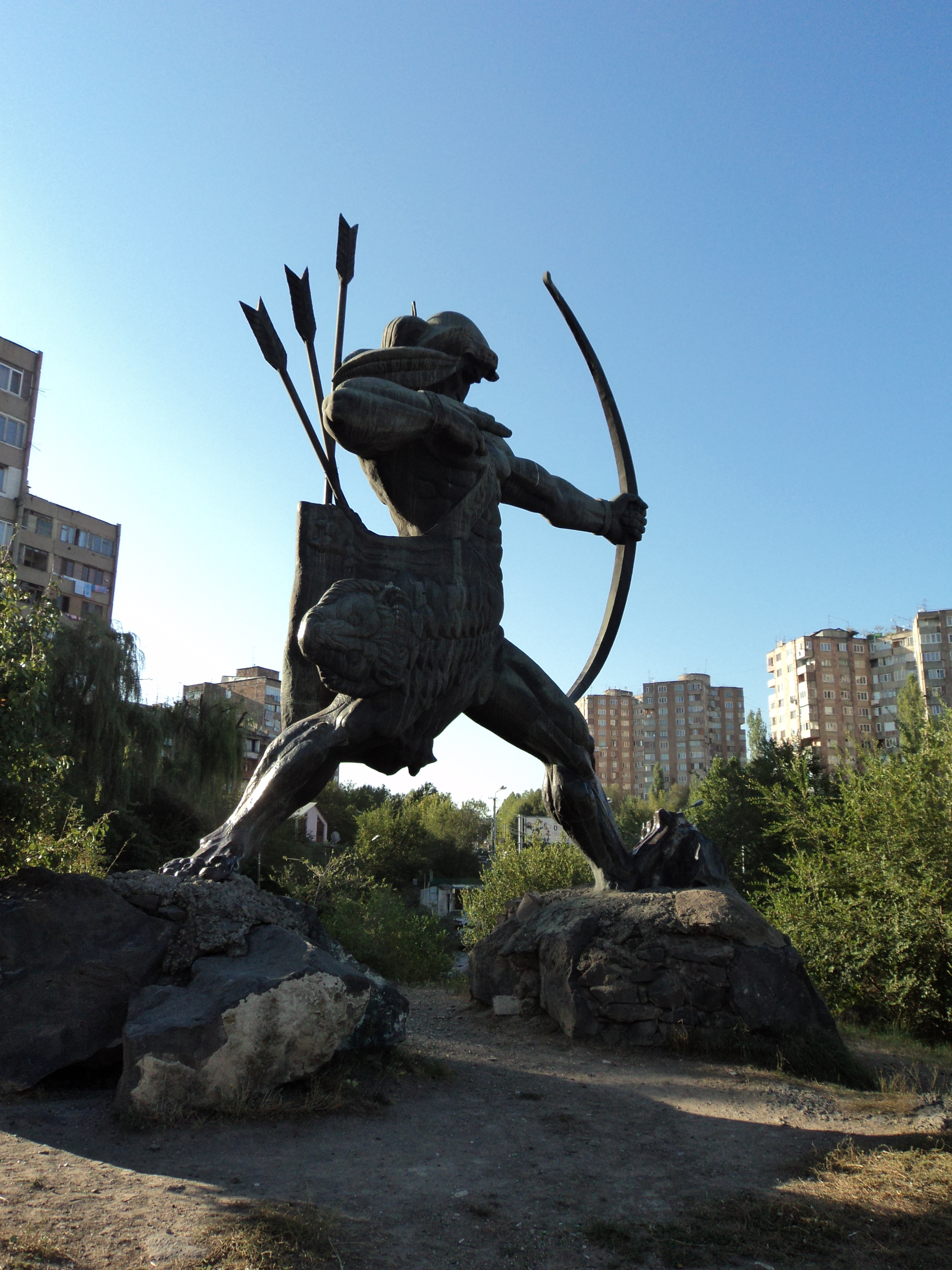
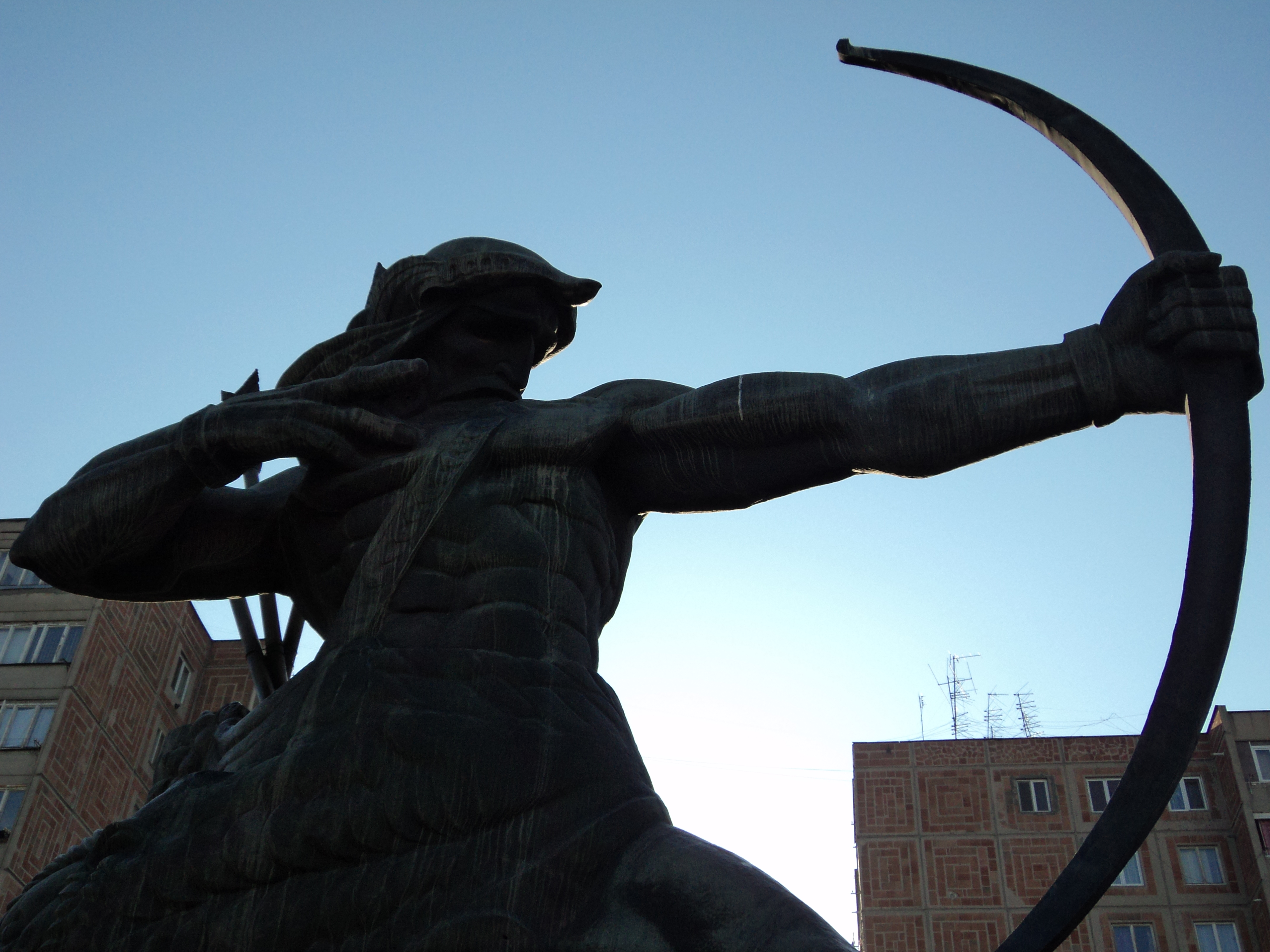
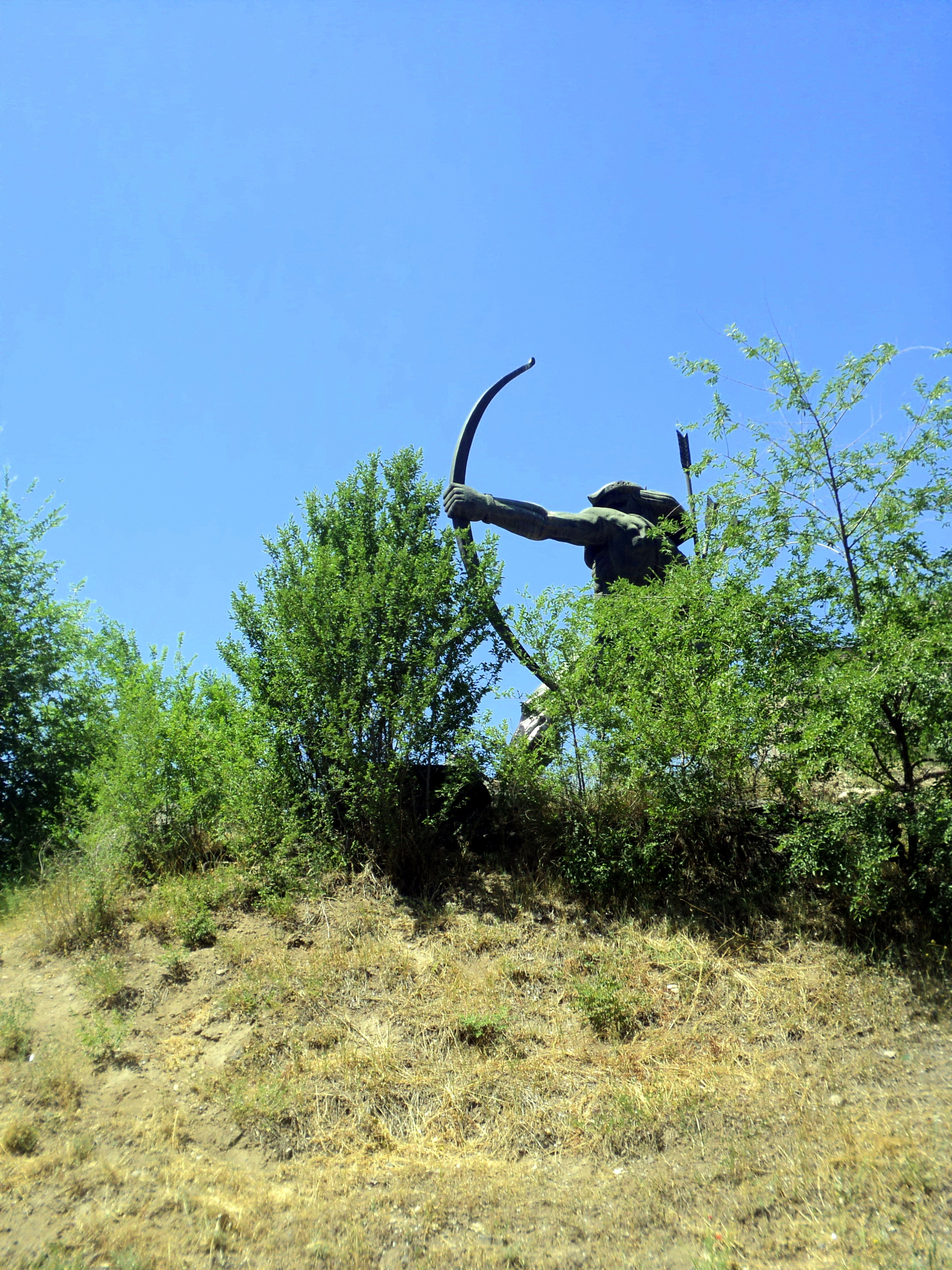
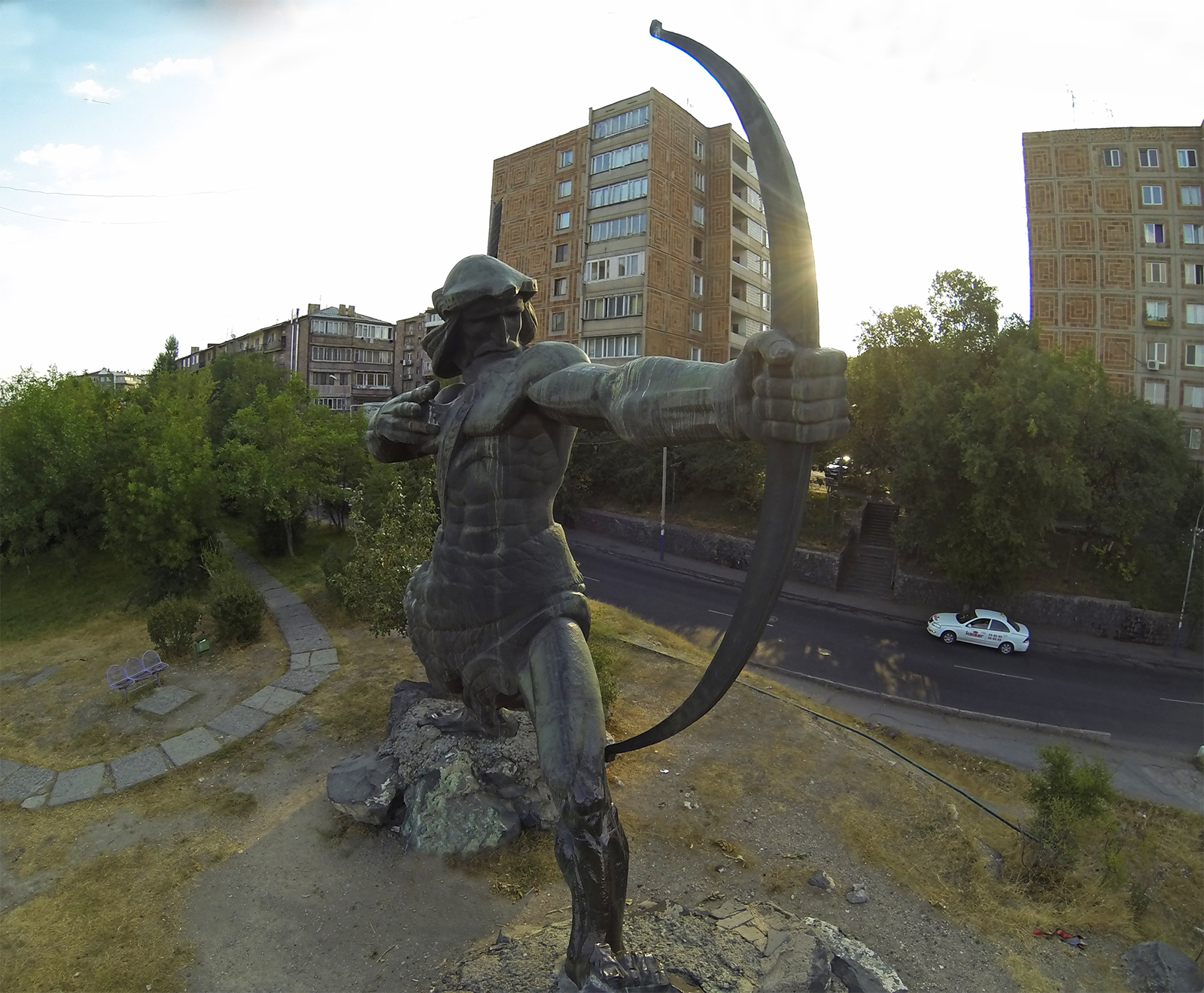
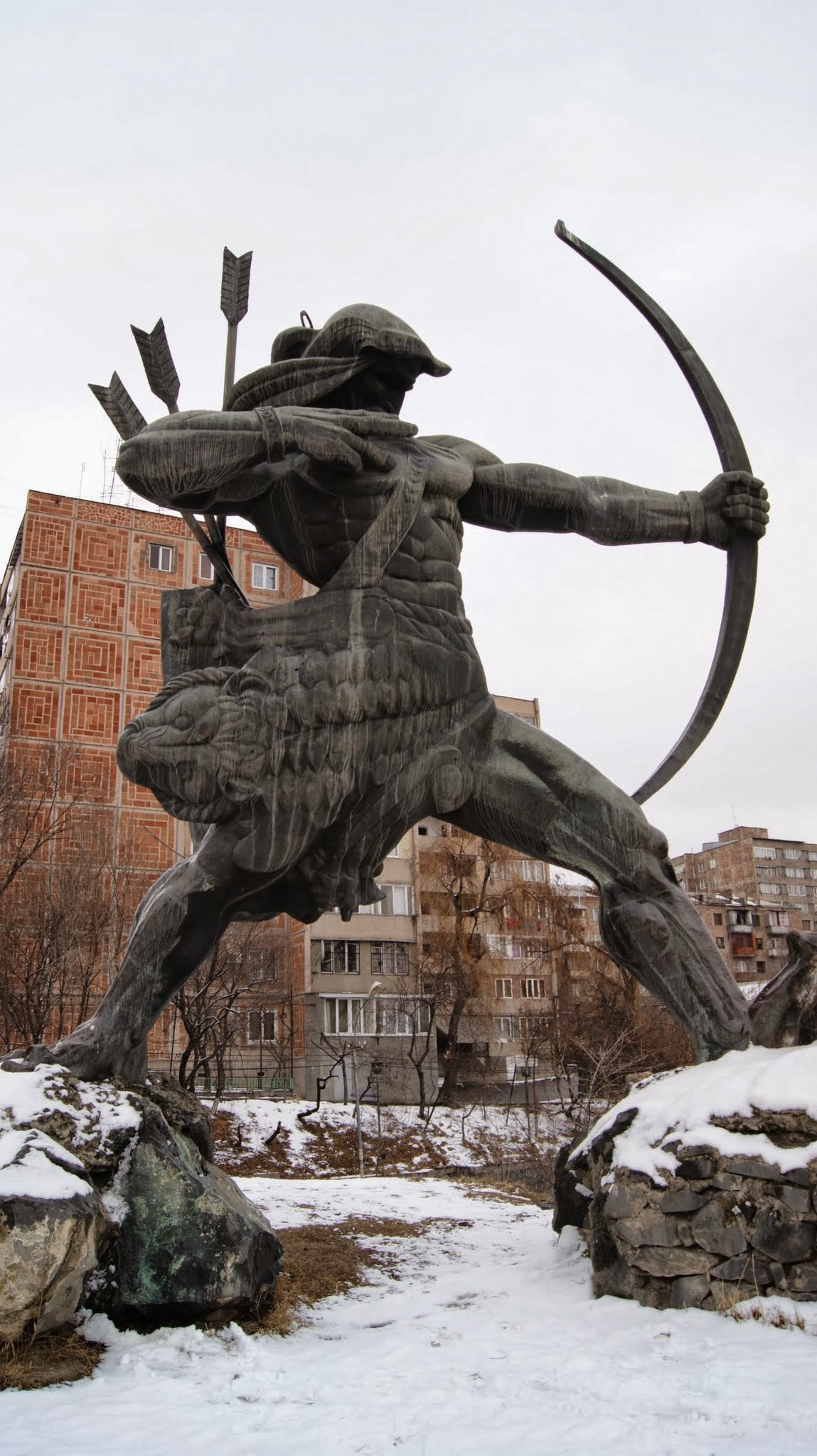